# Love Is the Devil
Love Is the Devil (englisch für ‚Liebe ist der Teufel‘) ist ein britischer Spielfilm von John Maybury. Der Film fiktionalisiert die Lebensgeschichte des Malers Francis Bacon, gespielt von Derek Jacobi, und konzentriert sich auf seine stapaziöse siebenjährige Männerliebe mit dem Gelegenheitsdieb George Dyer, gespielt von Daniel Craig. In einer weiteren Hauptrolle ist Tilda Swinton zu sehen.
Seine Premiere fand am 18. Mai 1998 auf dem Internationalen Filmfestival Cannes statt in der Sektion Un Certain Regard. Der Film wurde bei mehreren weiteren Festivals ausgezeichnet und erhielt eher gute Kritiken. Vor allem Craigs Leistung wurde wohlwollend besprochen und als Durchbruch für den zukünftigen James-Bond-Darsteller gewürdigt. Vorlage war die autorisierte Biografie The Gilded Gutter Life of Francis Bacon von Daniel Farson, einem engen Freund des Malers, und ist ihm auch gewidmet.

## Handlung
In den 1960er Jahren überrascht der britische Maler Francis Bacon (1909–1992) einen Einbrecher und bietet ihm an, wenn er bereit sei, die Nacht mit ihm im Bett zu verbringen, könne er am nächsten Morgen alles aus der Wohnung mitnehmen, was er wolle. Dyer beschließt, auf Bacons Vorschlag einzugehen.
Diese Nacht ist der Beginn einer siebenjährigen Beziehung zwischen den beiden Männern. Bacon findet Dyers Amoralität und Unschuld anziehend und stellt ihn seinen Soho-Freunden vor. In ihrem Sexualleben dominiert George, Bacon unterwirft sich gern. George Dyers Depressionen, seine Trinkerei, sein Tablettenkonsum und seine satanischen Albträume belasten die Beziehung ebenso wie sein Schmerz über Bacons gelegentliche Untreue.
George interessiert sich für Bacons Kunst, und sie sprechen über die primitiven und brutalen Aspekte seiner Arbeiten. Auch nachdem die beiden bereits zusammenzuleben, sieht sich Bacon als freier Mann in einer offenen Beziehung und trifft sich gelegentlich mit anderen LGBT-Bekanntschaften in lokalen Clubs oder beim Glücksspiel, mit denen er auch ins Bett geht. Als Dyer von diesen Affären erfährt, versteckt er Drogen in Bacons Wohnung, während er die Polizei anruft, um Anzeige zu erstatten. Bacon wird verhaftet, was zunächst nur eine Formalität ist.
Später, auf einer gemeinsamen Reise nach New York, inszeniert George einen Selbstmordversuch, indem er droht, vom Dach des Hotels zu springen. Bacon kann ihn davon abhalten und sie treten eine weitere Reise nach Paris an. Georges Alkoholprobleme werden immer deutlicher. Er beschwert sich bei Bacons Freunden über seinen Lover und hat wiederholt mit der Polizei zu tun. Bacon treibt seine Kunstprojekte voran, konfrontiert sich mit existentiellen Fragen und hadert mit seinem wachsenden Ruhm. Dyers Verhalten geht Bacon zunehmend auf die Nerven. Sein Alkoholkonsum geht bis zum Delirium tremens. Auch Bacons Erfolg in Paris hilft ihnen in ihrer Beziehung nicht weiter. George erliegt den Drogen und Bacon bleibt allein in seiner Pariser Wohnung, George nachtrauernd.

## Kritiken
Love Is the Devil erhielt ein eher gutes Presseecho. So erfasst der US-amerikanische Aggregator Rotten Tomatoes überwiegend wohlwollende Besprechungen und ordnet den Film dementsprechend als „Frisch“ ein.

„Maybury und sein Kameramann John Mathieson lassen den Film selbst wie einen Bacon aussehen. Sie verzerren Gesichter mit Linsen und Filtern. Sie filmen Reflektionen auf Biergläsern und Aschenbechern, um die Bilder zu dehnen und strecken. Mit Spiegelungen deuten sie seine Dyptichen und Tryptichen an. Ein Zuschauer, der noch die einen Bacon gesehen hat, kann diesen Film verlassen und erkennt einen solchen sofort in einer Galerie.“

David Rooney beschreibt für Variety Love is the Devil als provokanten Film, der durch seinen experimentellen Stil und seine künstlerische Radikalität auffällt, aber ein Nischenpublikum anspricht. Allgemein lobt die Kritik die Besetzung, besonders Derek Jacobi und Daniel Craig für ihre schauspielerischen Leistungen. Fritz Göttler zitiert in seiner Filmkritik für das Sissy Magazin eine Szene aus den USA: Bei einer Vorführung in Los Angeles warf man John Maybury vor, keine positiven Bilder von schwulen Männern zu zeigen. Maybury entgegnete: „Diese Menschen waren nicht 'schwul'. Sie waren homosexuell in einer Zeit, in der dies illegal war.“ Josef Lederle hebt im Filmdienst den Einsatz von Spezialeffekten wie Unschärfen und Zeitlupen hervor, mit denen Maybury den Stil von Francis Bacon im Film einfängt. Für ihn ist die Musik von Ryūichi Sakamoto ein weiteres zentrales Element, das mit ihrer minimalistischen Art Elegie und Melancholie erzeugt und den Film durchzieht.

## Produktion
Love is the Devil wurde vom The British Film Institute und BBC Film produziert. Der Film wurde von Artificial Eye am 18. September 1998 in Großbritannien in die Kinos gebracht. In den Vereinigten Staaten wurde er am 7. Oktober 1998 veröffentlicht. Die TV-Erstausstrahlung fand am 26. März 2000 auf BBC Two statt. In Deutschland wurde Love is the Devil von Rapid Eye Movies am 21. März 2024 neu herausgebracht.

## Filmfestivals
- 1998: Internationalen Filmfestival Cannes, Un Certain Regard
- 1998: Edinburgh International Film Festival, Best British Performance für Daniel Craig, Derek Jacobi. Best New British Feature für John Maybury
- 1999: Buenos Aires Internationales Festival des Independent Cinemas, Nominierung bester Film
- 1999: Fantasporto, Beste Kamera für John Mathieson